# Guo Zhenqing
Guō Zhènqīng 郭振清 (* August 1927 in Tiānjīn; † 24. August 2005 in Tiānjīn) war ein chinesischer Filmschauspieler. 
Guō Zhènqīng war außerhalb der Volksrepublik China wenig bekannt; dort ist er jedoch vor allem bei der älteren Generation wegen seiner Rolle als Li Xiangyang, einem kommunistischen Guerillakämpfer, in Erinnerung geblieben, den er in den 1950er Jahren im Film Ping Yuan You Ji Dui (Guerillakämpfer im Feld) spielte. Guō Zhènqīng begann zunächst im Alter von 17 Jahren als Fahrscheinverkäufer für die Straßenbahn seiner Heimatstadt Tianjin. 5 Jahre später, 1949, eroberten kommunistische Truppen Tianjin und Guō Zhènqīng wurde auf eine Kaderschule geschickt. Nachdem er diese abgeschlossen hatte, war er für die Schauspieltruppe der Gewerkschaft tätig. Seine erste Rolle war 1952 die eines Hafenarbeiters in Liu Hao Men (Tor 6), der in den nächsten drei Jahrzehnten zahlreiche weitere Filmauftritte folgten.